# Hélio Fraga
Hélio Fraga (Salvador, 22 de abril de 1911 – 18 de maio de 1982) foi um médico brasileiro.
Foi eleito membro da Academia Nacional de Medicina em 1965, ocupando a Cadeira 44, que tem João Pizarro Gabizo como patrono.
Foi reitor da Universidade Federal do Rio de Janeiro (UFRJ), de 1973 a 1977.